# Bruno Coué
Bruno Coué, né le 12 avril 1966 à Marseille, est un arbitre fédéral F1, français de football. Il est issu de la ligue Méditerranée a été nommé arbitre de la fédération en 1991. 

## Biographie
Avec la distribution, en moyenne, d'un carton rouge tous les deux matchs et de trois cartons jaunes par match, il possède une réputation d'arbitre sévère. Il a remporté le trophée UNFP du meilleur arbitre français en 2005.
Il a été arbitre international mais il n'a plus dirigé de matches internationaux depuis 2006. De nos jours, il officie encore en France (F1) mais n'est plus inscrit sur les listes de la FIFA en tant qu'arbitre international en exercice.
Lors de la saison 2006-2007, il a arbitré 17 matchs de Ligue 1, 8 matchs de Ligue 2 et 1 match de coupe de la Ligue.
| Saison    | Compétitions      | Nbre de matchs | Cartons jaunes | Cartons rouges |
| --------- | ----------------- | -------------- | -------------- | -------------- |
| 2006-2007 | Coupe de la Ligue | 1              | 2              | 1              |
| 2006-2007 | Ligue 1           | 17             | 62             | 7              |
| 2006-2007 | Ligue 2           | 8              | 29             | 7              |
| 2007-2008 | Coupe de la Ligue | 2              | 6              | 1              |
| 2007-2008 | Ligue 1           | 18             | 52             | 3              |
| 2007-2008 | Ligue 2           | 8              | 21             | 4              |